# Carolus Clusius
Charles de l'Écluse, L'Escluse, o Carolus Clusius (Arràs, 19 de febrer de 1526 – Leiden, 4 d'abril de 1609), Senyor de Watènes, va ser un botànic i metge flamenc, segurament el botànic més influent de tot el segle xvi.

## Vida
Estudià a Montpellier amb el famós professor de medicina Guillaume Rondelet, tot i que mai va exercir com a metge. El 1573 va ser nomenat prefecte del jardí imperial de Viena per l'emperador Maximilià II i va ser fet cavaller de la Cambra imperial però va ser desallotjat de la cort amb l'arribada de l'emperador Rudolf II el 1576. Després de deixar Viena s'establí a Frankfurt, abans de ser nomenat professor a la Universitat de Leiden l'octubre de 1593.

## Obra
Va ajudar a crear el que es considera primer jardí botànic d'Europa a Leyden, l'Hortus Academicus. Les seves llistes detallades de plantacions han fet possible recrear seu jardí prop d'on estava originalment.
En la història de la jardineria és recordat no només per la seva erudició, sinó també per les seves observacions sobre les tulipes en observar el fenomen del trencament - descobert al segle xix que a causa d'un virus de les plantes - que va ocasionar les moltes varietats de diferents colors i mides, i que comportaria l'obsessió especulativa sobre les tulipes, la tulipomania, en la dècada de 1630. Clusius va establir les bases de la cria de tulipa holandesa i la indústria dels bulbs contemporània.
La seva primera publicació va ser una traducció francesa de l'Herbari de Rembert Dodoens, publicat a Anvers el 1557 per van der Löe. El seu Antidotarium sive de exacta componendorum miscendorumque medicamentorum ratione ll. III ... nunc ex Ital. sermone Latini facti (1561) va iniciar la seva fructífera col·laboració amb el reconegut impressor Plantin Press a Anvers, cosa que li permeté fer difusió de novetats d'última hora en la història natural, i decorar els seus textos amb gravats força elaborats. Clusius, com era conegut pels seus contemporanis, va publicar dos importants obres originals: la seva Rariorum alíquota Stirpium per Hispania observatarum història (1576) - és un dels primers llibres sobre flora hispànica i el seu Rariorum Stirpium per Pannonias observatorum Historiae (1583) és el primer llibre sobre la flora alpina d'Àustria i Hongria. Les seves obres completes van ser publicades en dues parts: Rariorum història plantarum (1601) conté la seva flora d'Espanya i Àustria, i afegeix més informació sobre noves plantes, així com un estudi pioner sobre la micològica del centre d'Europa; i l' Exoticorum Libri Decem (1605) és un estudi important de la flora i fauna exòtiqies, ambdós encara consultats amb freqüència. Clusius va contribuir així al mapa d'Espanya d'Abraham Ortelius; i va traduir diverses obres contemporànies en història natural.
Clusius també va estar entre els primers a estudiar la flora d'Àustria, sota els auspicis de l'emperador Maximilià II. Va ser el primer botànic en pujar el Ötscher i el Schneeberg de la Baixa Àustria, que també va ser el primer ascens documentat d'aquest darrer cim. Les seves obres il·lustrades formen un capítol important en la història natural del segle xvi.

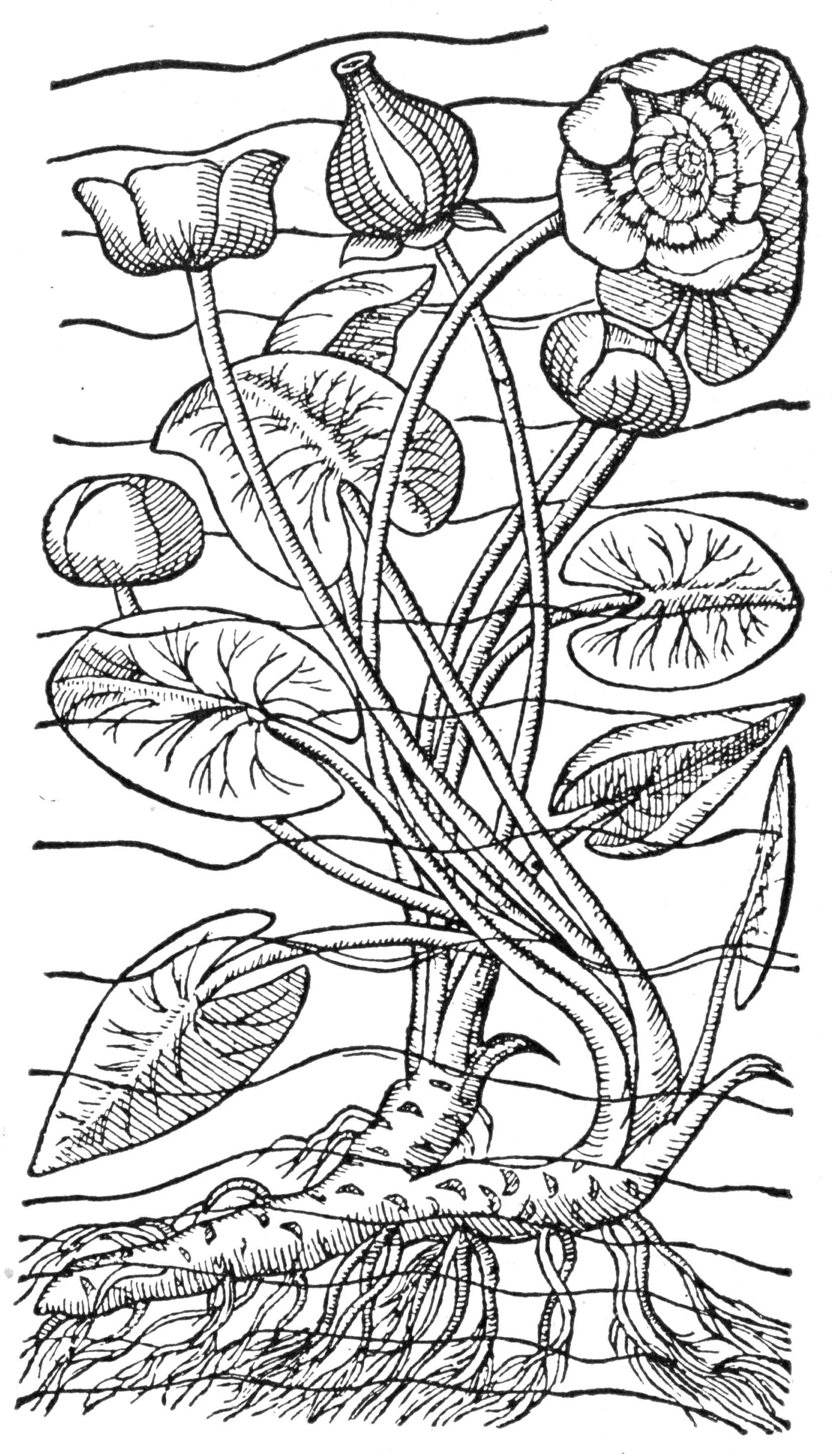
Nymphaea de Rariorum plantarum historia

## Llegat
La seva contribució a l'estudi de les plantes alpines ha portat a moltes d'elles fossin conegudes amb la nomenclatura binomial botànica del seu cognom, com per exemple: Gentiana clusii, Potentilla clusiana i Primula clusiana. També el gènere Clusia (d'aquí la família Clusiaceae) es nomena en el seu honor.
L'abreviatura d'autor estàndard es Clus. i s'utilitza per indicar aquest personatge com una autoritat en la nomenclatura botànica.

## Publicacions

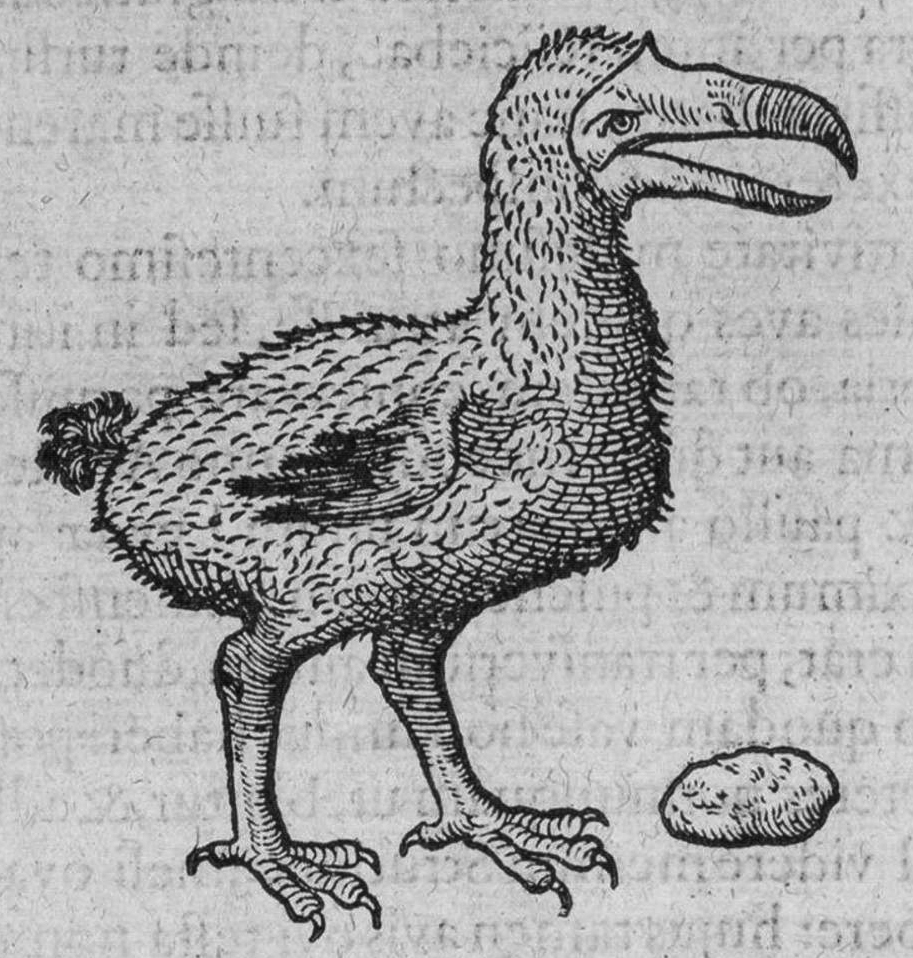
Il·lustració d'un dodo i la seva pedra estomacal feta per Clusius, copiada d'una il·lustració a la revista de van Neck, que es troba ara perduda

- 1557: Rembert Dodoens, Histoire des plantes: Traducció francesa de l'holandès
- 1567: Garcia de Orta, Aromatum et simplicium aliquot medicamentorum apud Indios nascentium historia: Traducció llatina del portugupes.
- 1574: Nicolás Monardes, De simplicibus medicamentis ex occidentali India delatis quorum in medicina usus est: Traducció llatina del castellà.
- 1576: Rariorum aliquot stirpium per Hispanias observatarum historia
  - 1579: edició revisada amb el títol Simplicium medicamentorum ex novo orbe delatorum, quorum in medicina usus est, historia
- Clusius, Carolus. Rariorum alioquot stirpium per Hispanias observatarum historia: libris duobus expressas.  Antwerp: Christophori Plantinus, 1576.
- 1582: Compendium of the translations from Garcia de Orta and Nicolás Monardes, now combined with selections from Cristóbal Acosta, Tractado de las drogas y medicinas de las Indias orientales
- 1583: Rariarum stirpium per Pannonias observatorum Historiae
- Clusius, Carolus. Rariorum plantarum historia: quae accesserint, proxima pagina docebit.  Antwerp: Ioannem Moretum, 1601.
  - 1593: Edició revisada del compendium anterior.
- 1605: Exoticorum libri decem, incloent la versió final revisada de les traduccions de Garcia de Orta, Nicolas Monardes i Cristóvão da Costa.

Consulteu http://athena.leidenuniv.nl/ub/bc/index.php3?m=24&c=84 Arxivat 2006-02-25 at Archive.is per la llista completa de la seva obra.